# Roger Francillon
Roger Francillon (* 30. März 1938 in Daillens; † 5. Juni 2019 in Lausanne) war ein Schweizer romanistischer Literaturwissenschaftler. Er war von 1979 bis 2003 Professor an der Universität Zürich.

## Leben
Francillon entstammte einer Bauernfamilie und wuchs im Kanton Waadt auf. Er studierte an der Universität Lausanne Französisch, Griechisch, Philosophie und Geschichte, insbesondere bei Gilbert Guisan, Jacques Mercanton und dem Hellenisten André Rivier. Nach Abschluss seines Studiums besuchte er an der Universität Genf ein Graduiertenkolleg bei Jean Rousset und Jean Starobinski, das er als entscheidend für seinen weiteren Weg als Literaturwissenschaftler bezeichnete. Nach einer Gastdozentur in Kisangani (1963–1964) war er von 1965 bis 1973 Assistent und Oberassistent in Lausanne, wo er 1973 er mit einer Arbeit über das Romanwerk von Madame de La Fayette promovierte. Von 1974 bis 1979 war er Assistenzprofessor in Lausanne, ehe er 1979 an die Universität Zürich berufen wurde. Von 1979 bis 1985 war er ausserordentlicher, danach bis zu seiner Emeritierung 2003 ordentlicher Professor für französische Literatur von der Renaissance bis zur Gegenwart. Francillon thematisierte in seinem Unterricht insbesondere auch die Literatur der französischsprachigen Schweiz und leistete dadurch Vermittlungsarbeit zwischen den Landesteilen. Häufig lud er Schriftsteller, Verleger und Kulturschaffende aus der Westschweiz zu Gastvorträgen nach Zürich ein. Ausserdem gründete er eine universitäre Theatergruppe, in der er auch selbst mitspielte. Neben seiner Tätigkeit in Zürich nahm er Gastprofessuren in Neuenburg (1982/83) und Basel (1991/92) wahr.
Francillon war von 1985 bis 1994 der erste Präsident der Jury des Prix Michel-Dentan, mit dem französischsprachige Schweizer Autoren ausgezeichnet werden. Von 2003 bis 2010 war er Präsident der Fondation Ramuz (Ramuz-Stiftung).
2004 erhielt er die Auszeichnung Chevalier de la Légion d’Honneur vom französischen Staat.

## Forschung
Francillon hat sich insbesondere um die Literatur der französischsprachigen Schweiz verdient gemacht. Bekannt ist er für die oft zitierte, vierbändige Histoire de la littérature en Suisse romande, die von 1996 bis 1999 unter seiner Leitung erschien. Für das Historische Lexikon der Schweiz verfasste er zahlreiche Artikel zu Persönlichkeiten der Romandie. Ausserdem hat er das Gesamtwerk des Waadtländer Schriftstellers Charles-Ferdinand Ramuz in 29 Bänden herausgegeben. Er untersuchte, wie Schweizer Schriftsteller die Frage nach der nationalen Identität der Schweiz beantworteten. Daneben war er ein Spezialist für die französische Literatur des 17. Jahrhunderts.

## Veröffentlichungen (Auswahl)

### Monographien
- L’oeuvre romanesque de Madame de La Fayette. José Corti, Paris 1973.
- Les quatre littératures de la Suisse. Pro Helvetia, Zürich 1995 (gemeinsam mit Iso Camartin, Doris Jakubec, Rudolf Käser, Giovanni Orelli, Beatrice Stocker).
- Jean Rousset ou La passion de la lecture. Zoé, Carouge-Genf 2001, ISBN 2881824439.
- De Rousseau à Starobinski. Littérature et identité suisse. Presses polytechniques et universitaires romandes, Lausanne 2011, ISBN 9782880749088.

### Herausgeberschaft
- (mit Claire Jaquier, Adrien Pasquali): Filiations et filatures. Littérature et critique en Suisse romande. Zoé, Carouge-Genf 1991.
- (mit Doris Jakubec): Littérature populaire et identité suisse. L’Âge d’Homme, Lausanne 1991.
- Histoire de la littérature en Suisse romande. 4 Bände. Payot, Lausanne 1996–1999. Aktualisierte Neuausgabe: Zoé, Genf 2015, ISBN 9782881829437.
- (mit Yves Bridel): La Bibliothèque universelle (1815–1924). Miroir de la sensibilité romande au XIXe siècle. Payot, Lausanne 1999.
- Charles-Ferdinand Ramuz: Oeuvres complètes. Hrsg. von Roger Francillon und Daniel Maggetti. 29 Bände. Slatkine, Genf 2005–2013.